# Герб Кадіївки
Герб Каді́ївки — герб міста Кадіївка Луганської області. Затверджено 6 червня 2003 року рішенням № 358/24 сесії міської ради.

## Опис
З авторського опису герба: «Щит розтятий лазуровим і золотим. На першій частині чорний металургійний ківш. На другій частині срібні заводський корпус, поверх нього срібне зубчасте колесо. На чорній ламаній базі червона стрічка зі срібними літерами „1814“. Щит обрамлено декоративним картушем».

## Значення символів
Ліва верхня частина герба є блакитним полем (один з державних кольорів України). По центру лівого краю щита нанесено зображення ливарного ковша (колір чорний) як історичного свідоцтва про існування металургійної промисловості та дійсний стан цієї галузі.
У правій верхній частині герба на жовтому тлі (один із державних кольорів України) зображено корпус заводу та шестерня (колір «металік»), які символізують наявність машинобудівної галузі у місті.
У нижній частині герба (яка читається як історичне минуле міста) зображено два шахтні терикони (колір чорний, колір вугілля). Біля підніжжя териконів на парадній яскраво-червоній стрічці білим кольором (варіант золотим) написано "1814" - рік заснування міста.
У верхній частині герба на темно-червоній смузі білим кольором (варіант золотим) написано "Стаханов". Шрифт – стародавня кирилиця.

## Критика
Офіційний герб Кадіївки порушує основні правила класичної геральдики, а також загальні рекомендації української геральдики:
- герб використовує в якості основного щита англійський щит, замість загальноприйнятного іспанського;
- фініфтяні елементи розміщуються на фініфтяних полях;
- металеві елементи розміщуються на металевих полях;
- герб вносить в щит рік заснування;
- герб вносить в щит назву гербоносія;
- використаний російський шрифт Іжиця.

## Радянський герб

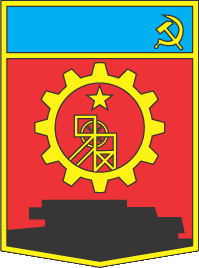
Радянський герб "Стаханова"

Затверджений 28 грудня 1972 року рішенням №1005 виконкому міської ради депутатів. Автори: В.Ф. Шилов та М.Н. Пушкарьова.
Герб є п'ятикутним щитом червоно-блакитного кольору – кольором Державного прапора УРСР, що говорить про належність міста до УРСР. На щиті розташовані зображення п'ятикутної зірки, копра шахти всередині зубчастого колеса. Підніжжям зубчастого колеса є брила «чорного золота». У лівому верхньому кутку серп та молот. Зубчасте колесо символізує промисловість – машинобудування та хімія, вугільна промисловість, будівництво та металургія розвиваються на основі механізації (зубчасте колесо одночасно і символ руху, розвитку).
Золота зірка та копер символізують зародження в місті стаханівського руху, що вилився в загальнонародний рух за комуністичну працю. Глиба «чорного золота» означає, що початок розвитку міста дає кам'яне вугілля.

## Альтернативний герб
В рамках проєкту Альтеральдика було створено герб міста Кадіївка, який не порушує правил геральдики та норм української геральдичної системи. Герб складено на іспанському щиті, прикрашено срібним декоративним картушем та увінчано срібною мурованою короною. Герб також зберіг червону дивізну стрічку із назвою гербоносія з офіційного проєкту.
"Щит розтято на лазурове та червоне поле в центрі яких срібне зубчасте колесо (шестерня) в центрі якої срібний ливарний ківш зі срібною краплею. В нижній частині щита чорне ламане на два зубці підніжжя зі срібною нитяною облямівкою."
Кольори герба були натхнені радянським проєктом, а також офіційним прапором Кадіївки.
Дана символіка не є офіційною.